# Lac Arancio
Pour les articles homonymes, voir Arancio.
Le lac Arancio (ce qui signifie « lac des orangers ») est un lac artificiel situé en Sicile dans la province d'Agrigente. Il est situé sur le territoire des municipalités de Sambuca di Sicilia, Santa Margherita di Belice et Sciacca. Il  se trouve au pied des monts Sicani.

## Source de la traduction
- (en) Cet article est partiellement ou en totalité issu de l’article de Wikipédia en anglais intitulé « Lago Arancio » (voir la liste des auteurs).